# Guarabira EC
Guarabira EC was een Braziliaans voetbalclub uit Guarabira in de staat Paraíba. 

## Geschiedenis
In 1930 werd Guarabira FC opgericht met zwart-rode clubkleuren, echter was deze club geen lang leven beschoren. Een aantal oud-leden van de club waagden in 1936 een nieuwe poging en richtten Guarabira EC op. In 1952 speelde de club voor het eerst in de hoogste klasse van het Campeonato Paraibano. Deelnemen aan de competitie bleek echter duur uit te vallen en de club deed na één seizoen niet meer mee en keerde wel nog terug in 1959. Vanaf 1964 werd de club een vaste waarde in de competitie, met af en toe een jaar of enkele seizoenen onderbreking tot 2002.
In 2001 nam de club deel aan de Série C en werd daar in de eerste groepsfase uitgeschakeld. 
In 2004 ging de club failliet en werd hierop ontbonden. In 2005 werd opvolger AD Guarabira opgericht. 